# Orestes Júnior Alves
Orestes Júnior Alves, noto semplicemente come Orestes (Lavras, 24 marzo 1981), è un ex calciatore brasiliano, di ruolo difensore.